# لويس فرناندو بيريز
لويس فرناندو بيريز (بالإسبانية: Luis Fernando Pérez)‏ هو عازف بيانو إسباني، ولد في 1977 في مدريد في إسبانيا.

## وصلات خارجية
- لويس فرناندو بيريز على موقع ميوزك برينز (الإنجليزية)
- لويس فرناندو بيريز على موقع ديسكوغز (الإنجليزية)